# محوطه طالب‌آباد
محوطه تپه تاریخی طالب آباد مربوط به دوره ساسانیان -قرون اولیه دوران‌های تاریخی پس از اسلام است و در شهرستان ری، بخش قلعه نو، روستای طالب آباد واقع شده و این اثر در تاریخ ۲۲ مرداد ۱۳۸۴ با شمارهٔ ثبت ۱۳۳۶۲ به‌عنوان یکی از آثار ملی ایران به ثبت رسیده است.